# Edmond Landolt
Jacques Rodolphe Edmond Landolt (ou Edmund en allemand), né le 17 mai 1846 à Küttigen (paroisse de Kirchberg, district d'Aarau, AG, Suisse) et décédé le 9 mai 1926 à Paris 8e arrondissement, est un ophtalmologue suisse qui pratiqua en France.
Il mène des recherches sur l'optique physiologique et développe de nombreuses méthodes d'examen des yeux, dont les Anneaux de Landolt, un test de vue utile en particulier pour les enfants et les analphabètes. Il étudie en particulier les muscles oculaires et leurs troubles. Pionnier dans leur étude et leur traitement, il découvre les « corps de Landolt » (cellules nerveuses situées entre les bâtonnets et les cônes de la couche externe de la rétine), et étudie les fonctions des muscles oculaires et conçoit de nouvelles opérations.

## Biographie
Edmond Landolt, fils de Rodolphe Landolt (1811-1892) et Rosina Baumgartner (1819-1892), fréquente les écoles de Lenzbourg et le lycée de Bâle. 
En 1869, Il obtient un doctorat en médecine à l'Université de Zurich, puis se voue à l'ophtalmologie. Il devient assistant, puis médecin-chef à la clinique ophtalmologique de Johann Horner à Zurich, poste qu’il abandonne par la suite pour se rendre avec une ambulance suisse sur les champs de combats français aux environs de Belfort durant la guerre franco-allemande de 1870-1871.
En 1872 il entreprend des voyages d'étude afin de compléter sa formation médicale et se rend à Heidelberg chez Hermann von Helmholtz, le physiologiste, physicien et inventeur de l'ophtalmoscope ; à Halle chez Albrecht von Gräfe ; en Hollande chez Franciscus Cornelis Donders et Herman Snellen. Les deux Hollandais l'invitent à collaborer à la rédaction d'une grande encyclopédie ophtalmologique. Il travaille donc une année durant à Utrecht, au tome traitant des méthodes d'examens oculaires, avant de s'installer à Paris.       
Le 12 juin 1874, il présente à Paris une seconde thèse de doctorat en médecine sur « le grossissement des images ophtalmoscopiques » qu'il dédie à Franciscus Cornelis Donders.      
En 1874, il fonde une clinique ophtalmologique privée rue Saint-André-des-Arts à Paris. Il est bientôt considéré comme l’un des plus éminents oculistes en France. Venus de tous pays, des patients se rendent à Paris pour se faire soigner et opérer par lui. Il compte parmi ses patients l'artiste peintre américaine Mary Cassatt, le peintre français Edgar Degas, Guy de Maupassant, Elisabeth de Wield (alias Carmen Sylva) reine de Roumanie, etc. Il travaille également comme ophtalmologiste à l'Institution Nationale des Jeunes Aveugles et codirige avec Émile Javal le laboratoire ophtalmologique à la Sorbonne. 
Le 3 septembre 1874 à Bâle, il épouse Valérie Hübscher (1852-1933), avec qui il aura 3 enfants : Fernand Landolt (1876-1941), Marc Landolt (1879-1928) et Mathilde Landolt (1884-1895).  
En 1879, il est nommé officier de la Légion d'honneur.
En 1881, avec Photinos Panas (1832-1903) et Antonin Poncet (1849-1913), il fonde Les Archives d'ophtalmologie, devenues en 1979 Journal français d'ophtalmologie.
On lui doit près de 400 publications scientifiques, dont le Traité complet d'ophtalmologie, en quatre tomes, rédigé avec Louis de Wecker.
Il est inhumé au cimetière du Montparnasse à Paris.

## Choix de publications
- «Beitrag zur Anatomie der Retina», Université de Zurich, Hegner imp., Lenzbourg, 1870.
- «Anatomie der Retina von Frosch, Salamander und Triton», Max Schultze's Arch. f. micr., Anat VII, 1871.
- «Il Perimetro e la sua applicazione», Annali di ottalmologia I, fasc. IV, grenn. 1872.
- «Recherches anatomique sur la rétinite pigmentaire typique», Annales d'oculistique, 69, p. 138.
- «Anatomische Untersuchungen über typische Retinitis pigmentosa», Von Graefe's Arch. XVIII, I, p. 325.
- «La perception des couleurs à la périphérie de la rétine», Annales d'oculistique, janv.-févr. 1874. - Klin Monastbl. 1873, p. 376. - Annali di ottalmologia a. III, fasc. II et III.
- «Le chiastomètre», Annales d'oculistique, janv.-févr. 1874. - Klin Monastbl. 1873, p. 450. - Annali di ottalmologia, a. III, fasc. II et III.
- «La longueur de l'axe et le rayon de courbure de l'œil (diagnostic différentiel entre l'amétropie axile et l'amétropie de courbure)», Annales d'oculistique, janv.-févr. 1874. -  Annali di ottalmologia, a. III, fasc. II et III.
- avec Jean-Pierre Nuel, «Etude sur la dioptrique de l'œil», Annales d'oculistique, janv.-févr. 1874. - Klin Monastbl. 1873, p. 473. - Annali di ottalmologia, a. III, fasc. II et III.
- avec Jean-Pierre Nuel, «Versuch einer Bestimmung des Knotenpunktes für excentrisch in das Auge fallende Lichtstrahlen», Von Graefe's Arch. XIX, 3.
- Le grossissement des images ophthalmoscopiques, Paris, éditions Adrien Delahaye, 1874.
- avec Herman Snellen, «Ophtalmometrologie», in Graefe-Saemisch: Handbuch der gesamten Augenheilkunde, t. III, 1874.
- avec Fulgence Raymond, «Rapport des maladies du nerf optique avec les maladies cérébrales», Progrès médical, 25 juillet 1874.
- «La strabométrie», Annales d'oculistique, juillet-août, 1875.
- «Procédé pour déterminer la perception des couleurs», Annales d'oculistique, juillet-août, 1875.
- «De l'amblyopie hystérique», Arch. de physiologie, publiées par Brown-Séquard, Charcot et Vulpian, p.624, 1875.
- «Des localisations dans les maladies cérébrales», Progrès médical, 25 décembre 1875.
- Tableau synoptique des mouvements des yeux, Paris, éditions Adrien Delahaye, 1875.
- Leçons sur le diagnostic des maladies des yeux : faite à l'École pratique de La Faculté de médecine de Paris, pendant le semestre de l'été 1875, recueillies par le Dr A. Charpentier, Progrès Médical, 1877 (BIU Santé Médecine 42791). - rééditions, Nabu Press, 2010
- «Un pupillometro, istromento per misurare il diametro della pupilla», Annali di ottalmologia, a. IV, fasc. 4.
- «Le diptomètre, présenté à l'Académie des Sciences de Paris», séance du 7 février 1876.
- «De la valeur de certains symptômes oculaires dans la localisation des maladies cérébrales», Bulletin de la Société de médecine pratique de Paris, 1876, P. 149.
- «Die Vergrösserung des aufrechten ophtalomoscopischen Bildes», Centralblatt f. med. Wissensch. no 21, 1876.
- L'introduction du système métrique dans l'ophtalmologie, Paris, éditions Adrien Delahaye. - «The introduction of the metrical system into ophtalmology», Londres, J. & A. Churchill. - D. Einführung des Metersystems in die Ophtalmologie, Stuttgart, F. Enke. - Annali d'ottalmolgia, Anno V. f. II et III.
- «De l'influence de la strychnine sur certaines affections du nerf optique», France médicale no 27, 3 avril 1877.
- avec Paul Oulmont, «Du retour de la sensibilité sous l'influence des applications métalliques dans l'hémi-anesthésie d'origine cérébrale», Progrès médical, 19 mai 1877.
- «Des rapports qui existent entre l'acuité visuelle et la perception des couleurs au centre et aux parties excentriques de la rétine, communication faite à la Société de biologie, mai 1877», Gazette médicale de Paris, 4 août 1877, N° 31. (Voir aussi compte rendu du Congrès international des sciences médicales, Congrès de Genève, 1877, Section d'ophtalmologie).
- «Les causes de l'amétropie», éditions Impr. de E. Martinet, 1877 (communication faite à l'association française dans la séance du 27 août 1877, Congrès du Havre, Gazette hebdomadaire de médecine et de chirurgie).
- Le diagnostic des maladies des yeux, leçons faites à l'École pratique de la faculté de médecine de Paris, Ed. Bourneville et Dalahaye, 1877.
- L'œil artificiel du Dr Landolt, Paris, Ed. Octave Doin, 1877. - Das künstliche Auge v. Dr Landolt, Zurich, Ed. Orelli Fussli & Cie, 1877. - The artificial eye of Dr. E. Landolt, London, Ed. Trübner, 1879.
- «Le rapport qui existe entre les verres de lunettes de l'ancien et ceux du nouveau système», Annales d'oculistique, t. LXXVIII, p. 44, 1877. - Klin Monastbl. XV, p. 333.
- avec A. Charpentier, «Des sensations de lumière et de couleur dans la vision directe et dans la vision indirecte», Académie des sciences, séance du 18 février 1878.
- «Extraction d'un cysticerque de l'intérieur de l'œil», présentation faite à la Société de Chirurgie, 1878.
- avec Louis de Wecker, Traité complet d'Ophtalmologie, Paris, Ed. Adrien Delahaye, 1878.
- Manuel d'ophtalmoscopie, Paris, Ed. Octave Doin, 1878. - Handleiding bij het gebruik van den Oogspiegel, Leiden, Ed. Brill, 1881. - Manual del oftalmoscopio, Madrid, Impr. de Enrique Teodoro, 1883. - (également en version anglaise)
- avec Louis de Wecker, Traité complet d'Ophtalmologie, Anatomie microscopique, en collaboration, Paris, 4 tomes : 1880, 965 P, Ed. Adrien Delahaye. - 1886, 1150 P, Ed. Adrien Delahaye et Emile Lecrosnier. - 1887, 976 P, Ed. Emile Lecrosnier et Babé. - 1889, 1138 P, Ed. Adrien Delahaye et Emile Decrosnier.
- Notice historique à la mémoire du Dr L. A. Desmarres, Paris, Archives d'ophtalmologie, novembre-décembre 1882. - Ed. G. Steinheil, 1892.
- L'état actuel de la question de la myopie, Paris, éditions Impr. de A. Davy, 1884.
- «La cocaïne», Paris, article Impr. A. Davy, 1884.
- ‘’De quelques opérations pratiquées sur les paupières, Paris, Archives d'ophtalmologie, novembre-décembre 1885.
- Strabisme et strabotomie, Congrès international, Washington, 1887. - Heidelberg, 1888. - Edimbourg, 1894.
- Rapport sur la question du strabisme, Wiesbaden, J. F. Bergmann Ed., 1888.
- Clinique ophtalmologique du Dr E. Landolt : leçon d'ouverture du cours de chirurgie oculaire du 23 novembre 1889, éditions E. Lecrosnier et Babé, 1890.
- ‘’De l’asthénopie musculaire, Paris, Archives d'ophtalmologie, novembre-décembre 1890.
- L'opération de la cataracte de nos jours, Paris, éditions G. Steinheil, 1892.
- Un ophtalmotrope, Paris, éditions G. Steinheil, 1894.
- avec Dr. Gygax, Précis de thérapeutique ophtalmologique, Paris Ed. G. Masson, 1895. - Vade Mecum of Ophthalmological Therapeutics, Philadelphia (USA), Ed. J.B. Lippincott, 1898.  (ISBN 1356814107 et 9781356814107)
- De l'étiologie du strabisme, Paris, éditions G. Steinheil, 1897.
- Un nouveau stéréoscope destiné au rétablissement de la vision binoculaire, Paris, éditions G. Steinheil, 1899.
- Nouveaux objets-types pour la détermination de l'acuité visuelle, Paris, Ed. Octave Doin, 1899.
- Un kystitome, Paris, éditions G. Steinheil, 1902.
- Insuffisance de convergence, Paris, éditions G. Steinheil, 1905.
- Souvenirs sur H. Snellen, Paris, éditions G. Steinheil, 1908.
- La restitution fonctionnelle dans les parésies oculaires, Paris, éditions G. Steinheil, 1909.
- avec Fernand Landolt, Un cas de pemphigus guéri, Paris, éditions G. Steinheil, 1910.
- Le double prisme nouveau modèle, Paris, éditions G. Steinheil, 1914.
- L'acuité visuelle à courte distance, Paris, éditions G. Steinheil, 1916.

## Iconographie

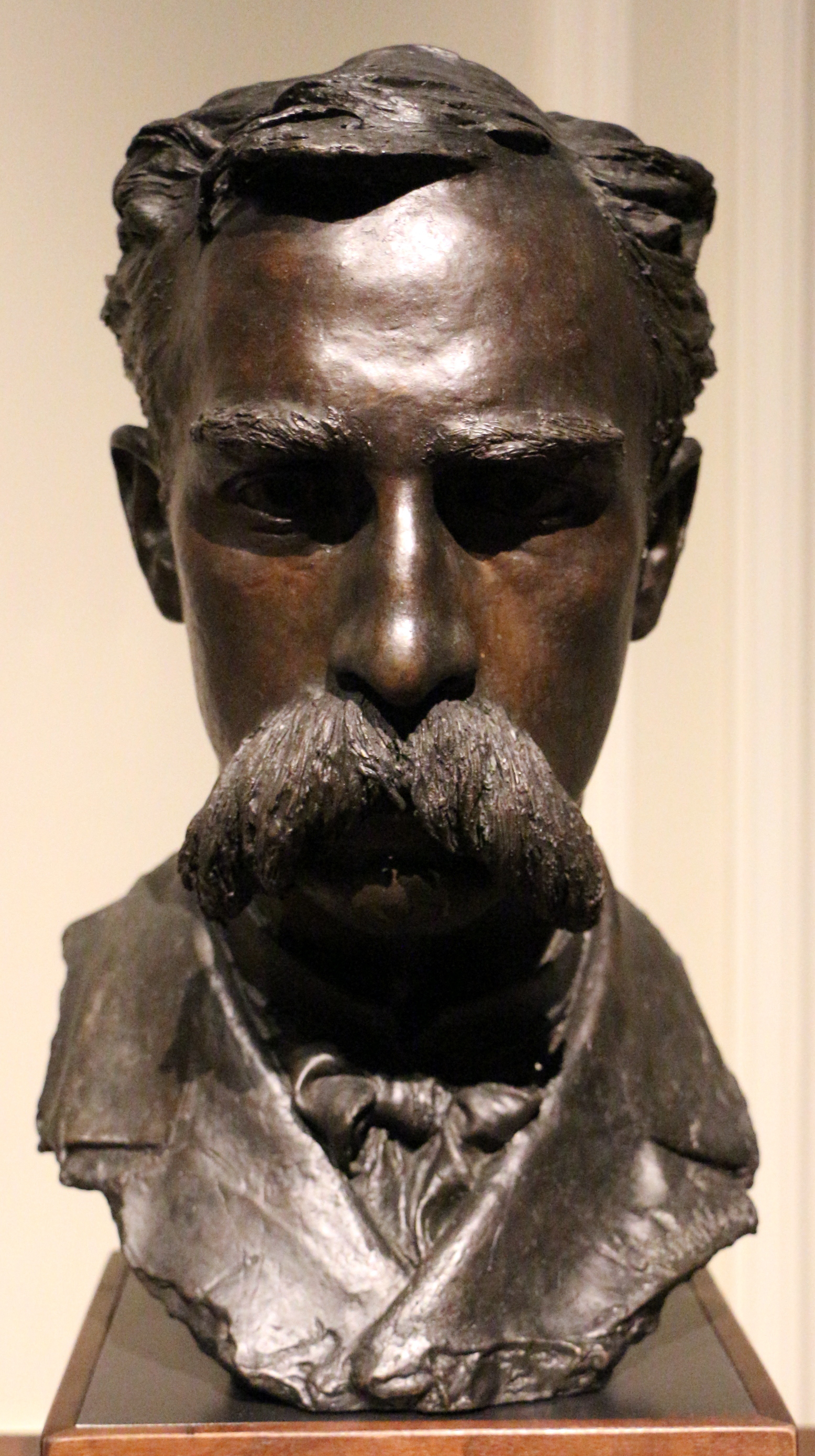
Edmond Landolt en 1879, par Vincenzo Gemito, Palazzo Zevallos Stigliano.
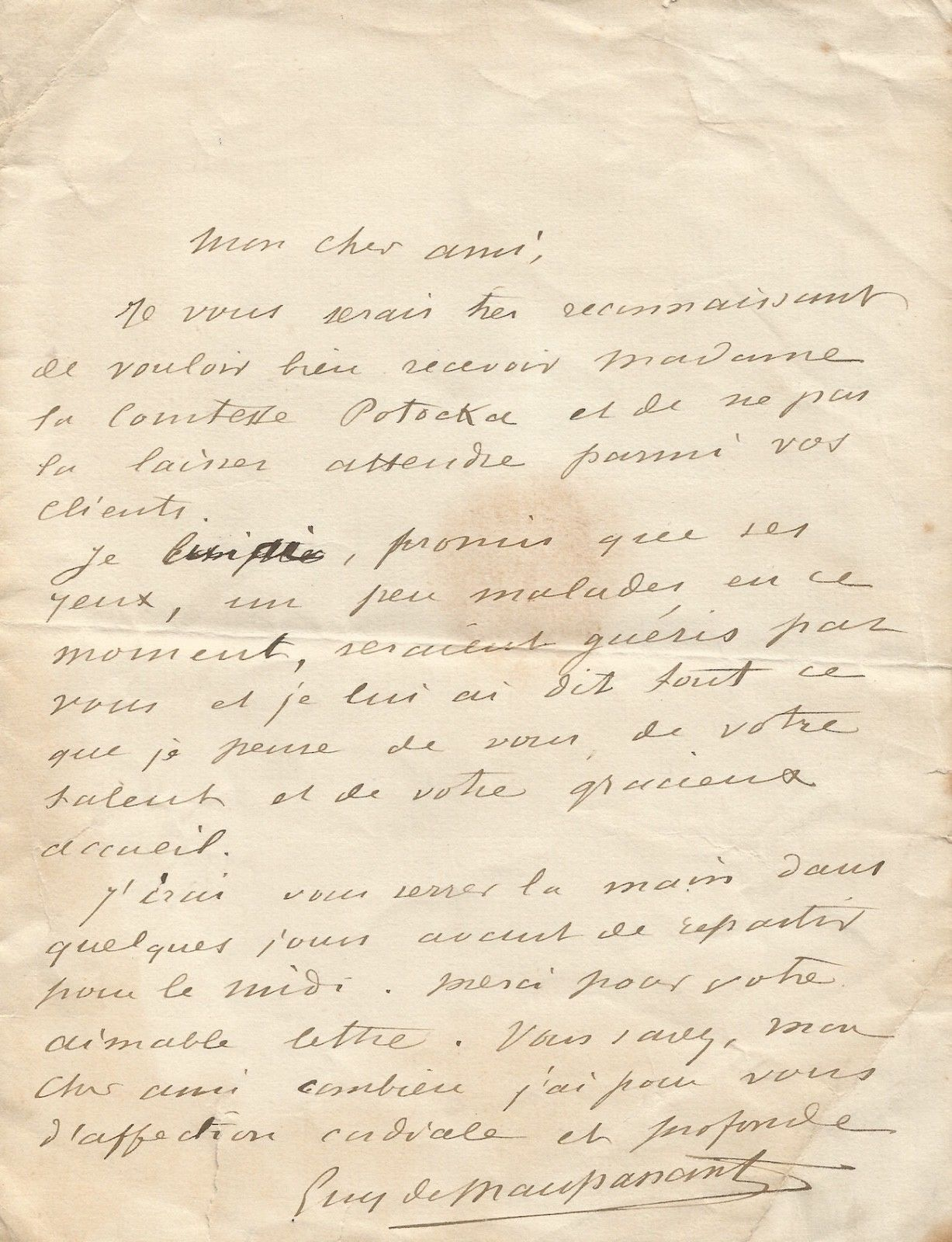
Lettre de Guy de Maupassant à Edmond Landolt
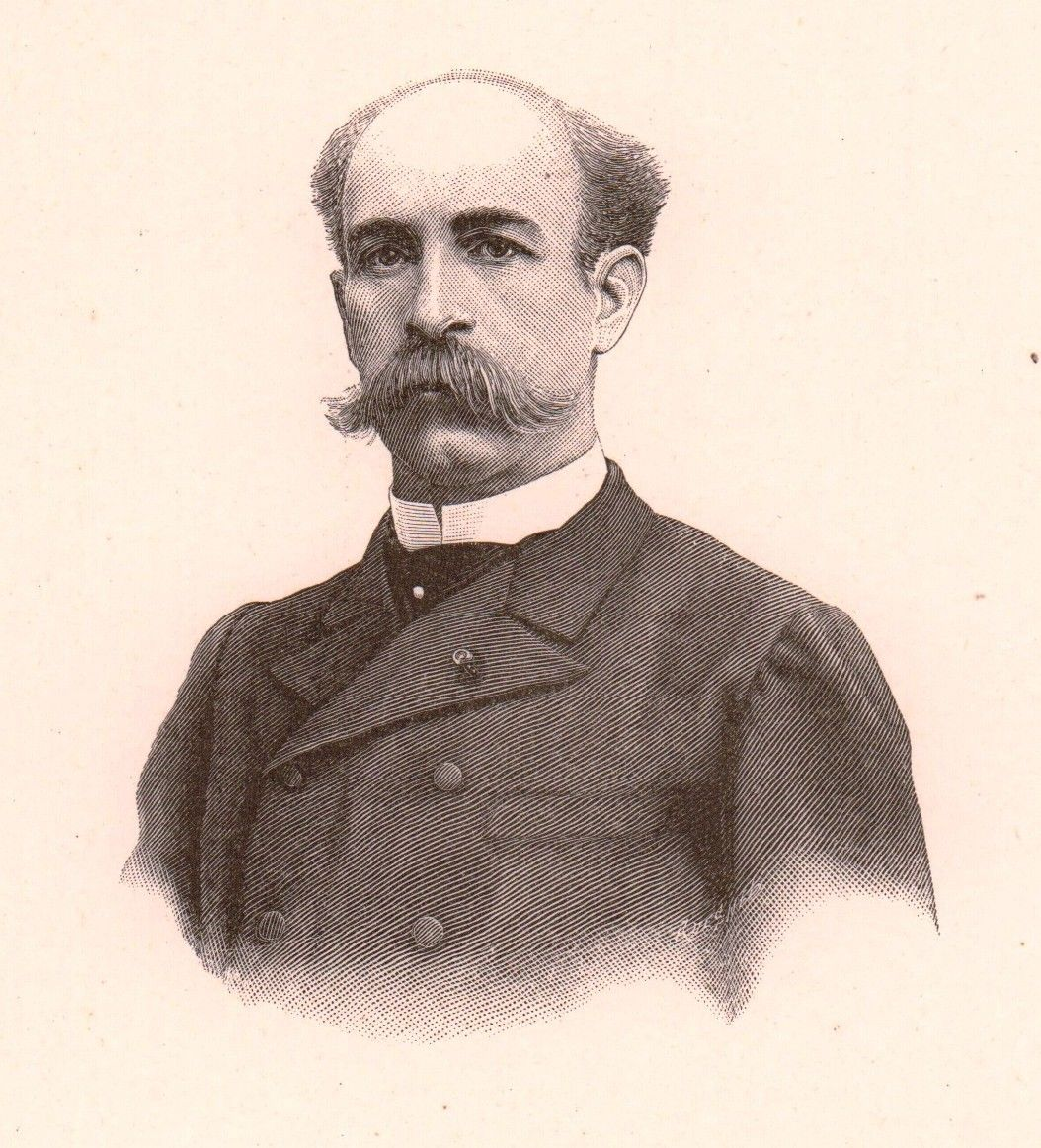
Portrait d'Edmond Landolt en 1906
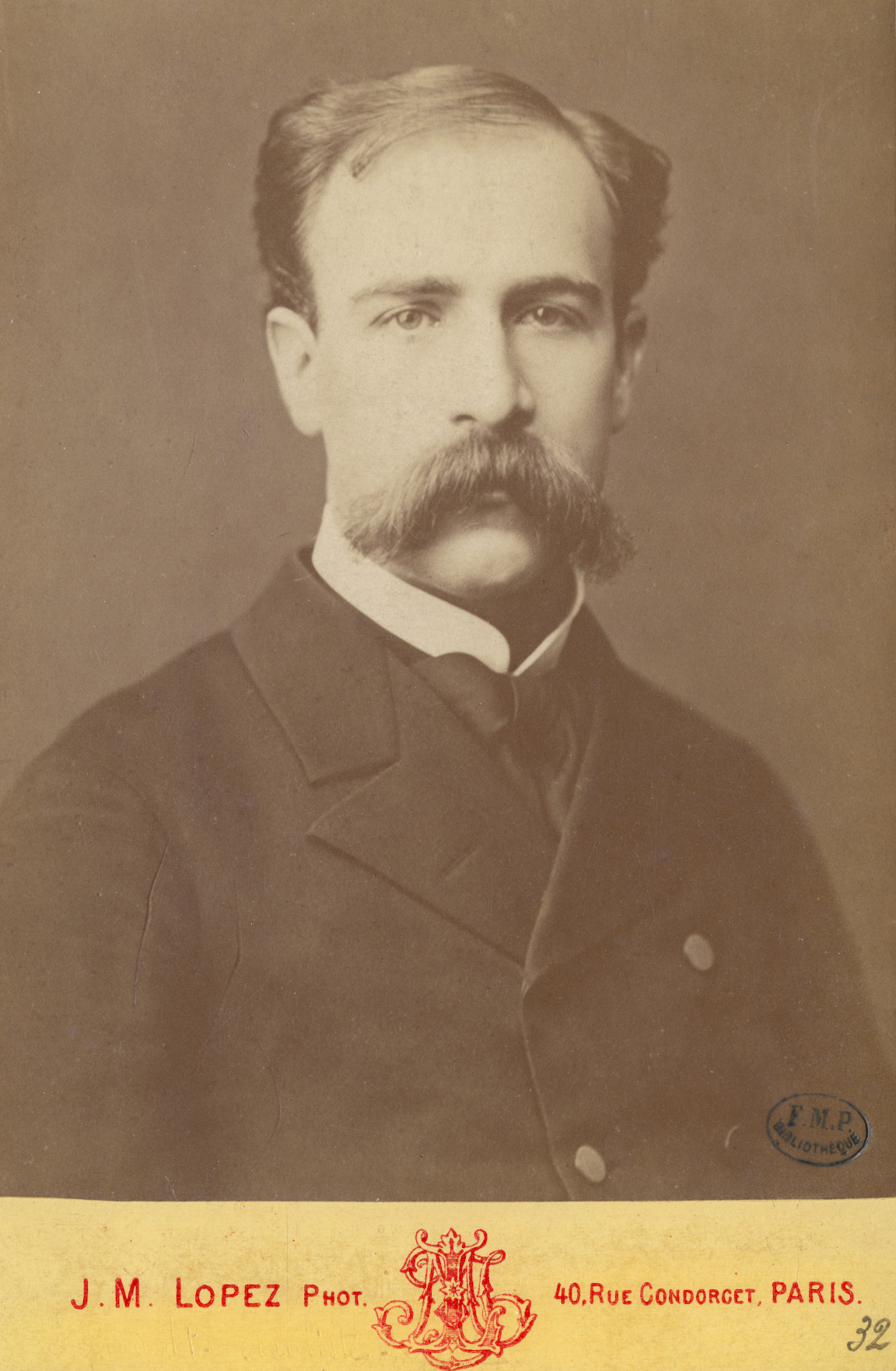
Edmond Landolt

## Anecdote
Edmond Landolt figure comme personnage dans une nouvelle de Sherlock Holmes, The Demon Device (1981) de Robert Saffron. Arthur Conan Doyle, créateur de Sherlock Holmes, était diplômé de l'École de médecine de l'Université d'Édimbourg. En 1890 il étudie l'ophtalmologie à Vienne et passe alors beaucoup de temps à Paris avec Edmond Landolt. En 1891, il retourne à Londres et ouvre un cabinet d'ophtalmologie près de la rue Harley. Sa carrière littéraire a rapidement dépassé sa carrière médicale, mais dans ses écrits il a fait de nombreuses références à la médecine, et à l'ophtalmologie en particulier.